# Маньчжурський варіант
«Маньчжурський варіант» — радянський художній фільм 1989 року, знятий режисерами Ігорем Вовнянком і Гук Ін Цоєм на кіностудії «Казахфільм».

## Сюжет
За мотивами повісті Анатолія Ромова «Хокуман-готель», створеної на документальній основі. Третій фільм трилогії про розвідника Чадьярова, розпочату стрічками «Кінець отамана» та «Транссибірський експрес». Дія цього фільму відбувається у Маньчжурії у серпні 1945 року. Герой картини — розвідник Чадьяров, він же — господар готелю для найвищих чиновників японської армії Ісідзіма. Фанатично віддана імператору японська армія готова до вирішальної битви. Наслідуючи кодекс честі самураїв, солдати швидше готові зробити собі харакірі, ніж потрапити живими до рук противника. Російська розвідка розробляє секретну операцію під кодовою назвою «Маньчжурський варіант». Чадьяров працює під прикриттям для підготовки та здійснення плану капітуляції двомільйонної Квантунської армії.

## У ролях
- Асаналі Ашимов — Ісідзіма, він же радянський розвідник Чадьяров
- Тетяна Цой — Йосіко
- Йодгар Сагдієв — Міцумі, контррозвідник «ТОКО», майор
- Володимир Дін — роль другого плану
- Ергалі Уразімбетов — князь Фудзімурі (озвучення: Сергій Малишевський)
- Едуард Пак — барон Ямамото
- Олег Лі — генерал Ханда
- Олександр Мун — полковник Саїто
- Микола Кім — роль другого плану
- Совєтбек Джумадилов — полковник Оморі
- Болот Бейшеналієв — генерал
- Юрій Туютянь — роль другого плану
- Ісхар Хішанло — роль другого плану
- Геннадій Люй — підлеглий майора Міцумі
- Єсболган Отеулінов — роль другого плану

## Знімальна група
- Режисери — Ігор Вовнянко, Гук Ін Цой
- Сценаристи — Асаналі Ашимов, Ігор Вовнянко
- Оператор — Марат Тохтабакієв
- Композитор — Алмас Серкебаєв
- Художник — Борис Якуб